# Groningenski protokol
Protokol Groningena je naslov dokumenta, ki ga je septembra 2004 objavila univerzitetna klinika v Groningenu na Nizozemskem. V ti. Protokolu Groningena so naštevani pogoji, pod katerimi lahko izvajajo zdravniki evtanazijo nad novorojenimi otroki in otroki do 12 let starosti brez posledičnih kazenskih ovadb. Protokol je bil javno priznan s strani nizozemskega tožilstva. Po odločitvi tožilstva, umor nad otroki ne bom preganjen, če je ta umor potekal pod pogoji omenjenga protokola Groningena. 
Nizozemsko društvo za otroško medicino (»Nederlandse Vereniging voor Kindergeneeskunde«) je v začetku juliju 2005 priporočilo Protokol Groningena vsem zdravstvenim ustanovam in ga sprejelo kot zavezujoče vodilo pri evtanaziranju novorojenih otrok v vsej državi. 